# Barranc de Solanyó
El Barranc de Solanyó és un barranc de l'Alt Urgell que neix a Andorra i desemboca al riu de Setúria.